# Fosforečnan vápenatý
Fosforečnan vápenatý Ca3(PO4)2 je vápenatá sůl kyseliny fosforečné. Tato sůl je součástí nerostů fosforitu a apatitu. Fosforečnan vápenatý se využívá pro výrobu fosforečných průmyslových hnojiv (např. Superfosfátu) a fosforu, v dentálních hmotách a také jako tzv. přídatná látka (aditivum) do potravin pod označením E 341.

## Výskyt v přírodě
Nachází se v přírodě jako nerost apatit, který lze nalézt v Maroku, Izraeli, České republice, Egyptě, na poloostrově Kola (Rusko) a v menším množství v některých jiných zemích. Přírodní forma není úplně čistá a obsahuje další složky, jako jsou písek a vápno, které mohou měnit jeho složení.
Lze ho také nalézt v kostech a zubech obratlovců, hlavně ve formě hydroxyapatitu.